# Tropidophorus grayi
Tropidophorus grayi är en ödleart som beskrevs av  Günther 1861. Tropidophorus grayi ingår i släktet Tropidophorus och familjen skinkar. IUCN kategoriserar arten globalt som livskraftig. Inga underarter finns listade i Catalogue of Life.